# 本朝神社考
本朝神社考（ほんちょうじんじゃこう）は、林羅山の著。
中世以来、仏教者のために王道が衰え、神道が廃れたのに憤り筆をとった。
神仏混淆を斥け、国家を上古の淳直の世に立ち返らせようとこいねがい、口碑縁起を訪ね歩き、これを『古事記』、『日本書紀』、『延喜式』、『風土記』その他に証し、日本のおもな神社の伝記その他をしるしたものである。

【『本朝神社考』とはどのような書物か】
『本朝神社考（ほんちょうじんじゃこう）』は、江戸時代初期の儒学者・林羅山によって編纂された神社研究の書物。この書物は、儒学的視点から日本の神道を再評価し、仏教との混淆を排除することで、神道本来の姿を明らかにしようとした。以下にその特徴と意義について詳述。
1. 成立と背景
- 成立時期: 寛永15年（1638年）から正保2年（1645年）にかけて編纂された。
- 背景: 中世以来の神仏習合に対する批判が基盤。羅山は、仏教が日本の「王道」を衰退させたと考え、神道を純化し、国家を上古の淳直な時代に戻すべきだと主張。
2. 内容と構成
『本朝神社考』は全6巻からなり、日本各地の神社について以下のような内容を記している。
　①神社の由緒や縁起
   - 『古事記』『日本書紀』『延喜式』『風土記』などの古典を引用し、各神社の歴史的背景や伝承を考証している。
　②神仏習合への批判
   - 神仏混淆を否定し、仏教的要素を排除することで、神道本来の姿を明確化しようとした。
　③具体例
   - 各地の有名な神社や山岳信仰に基づく神社について詳細に記述している。
3. 林羅山の思想的特徴
　①儒学的視点
   - 羅山は朱子学に基づく「理気論」を用いて、神道を哲学的に再解釈した。例えば、「国常立尊」を朱子学でいう「太極」に比定するなど、日本神話を理論的枠組みで説明している。
　②排仏主義
   - 仏教が人倫や社会秩序を乱す外道であると見なし、それに対抗して儒教的倫理観を強調している。
4. 意義と影響
　①江戸幕府の宗教政策への影響
   - 『本朝神社考』は幕府による国家統治理念とも連動しており、儒学的な倫理観と結びついた神道が幕藩体制の安定に寄与した。
　②後世への影響
   - 羅山が提唱した「理当心地神道」の思想は、後期伊勢神道や垂加（すいか）神道などにも影響を与えた。
5. 研究上の位置づけ
『本朝神社考』は、日本思想史や宗教学において重要な資料として位置づけられている。その内容は単なる歴史記録ではなく、儒学的視座から日本文化や宗教観を再構築しようとした試みとして評価されてもいる。また、その中で展開される仏教批判や天皇制への言及は、当時の思想的潮流や政治状況とも深く結びついている。